# Gaston de la Touche
Pour les articles homonymes, voir La Touche (homonymie) et Gaston de La Touche.
Gaston de la Touche est un chevalier français, maire de Bordeaux de 1564 à 1567.

## Biographie
Seigneur de Saint-Magne, de la Faye et de Bois-Tirant (ou Faye-Boicitran, ou Faye-Boisciran), chevalier de l'Ordre du roi, il commande la place d'Angoulême quand il apprend sa nomination. 
Gaston a épousé Catherine d'Agès le 16 juin 1551. Le frère de Catherine, René, un protestant, a reçu le jeune roi Charles IX dans son château de Thouars à Talence. 
Jugeant les privilèges du maire de Bordeaux trop exorbitants, le roi a exigé à l'approche des élections de 1565 que les jurats lui présentent une liste de deux noms, dans laquelle il choisit Gaston. Le peuple murmure contre cette atteinte à la liberté électorale.
Également négociant en vin, le maire bénéficie d'une embellie du commerce et obtient la création à titre perpétuel de deux foires franches annuelles à Bordeaux, qui se tiennent du 1er au 15 mars et du 15 au 30 octobre.
Actant que la Jurade a su maîtriser ses concitoyens depuis les émeutes de 1548, Charles IX restitue à Gaston de la Touche les clés des portes et des tours de la ville. La Grosse Cloche, mise à terre après ses émeutes, est également restituée.